# سينفويغوس (مقاطعة)
سينفويغوس (بالإسبانية: Cienfuegos ) هي أصغر مقاطعات كوبا, عاصمتها هي مدينة سينغويغوس أسسها المستوطنون الفرنسيون عام 1819 م.

## بلديات المقاطعة
| البلدة              | التعداد السكاني (2004) | المساحة (كم²) | الموقع | الملاحظات      |
| ------------------- | ---------------------- | ------------- | ------ | -------------- |
| Abreus              | 30٬330                 | 564           |        |                |
| Aguada de Pasajeros | 31٬687                 | 680           |        |                |
| سينفويغوس (مدينة)   | 163٬824                | 333           |        | عاصمة المقاطعة |
| Cruces              | 32٬139                 | 198           |        |                |
| Cumanayagua         | 51٬435                 | 1٬099         |        |                |
| Lajas               | 22٬602                 | 430           |        |                |
| Palmira             | 33٬153                 | 318           |        |                |
| Rodas               | 33٬477                 | 552           |        |                |

Source: Population from 2004 Census. Area from 1976 municipal re-distribution.

## التركيبة السكانية
في عام 2004 م بلغ عدد سكان هذه المقاطعة حوالي 398,647 نسمة... وبمساحة كلية قدرت بـ 4.180 كم² (1.610 ميل²)}},. وكانت الكثافة السكانية في هذه المقاطعة قد وصلت إلى 95.37 /كم²( 247.0 / ميل²).